# Prawo rozwojowe Baera
Prawo rozwojowe Baera – koncepcja stworzona w 1828 roku przez rosyjskiego biologa niemieckiego pochodzenia, Karla Ernsta von Baera przyjmująca, że zdarzenia zachodzące w toku embriogenezy tkankowców są ułożone hierarchicznie, tj. najpierw pojawiają się cechy najbardziej uniwersalne, typowe dla najwyższych kategorii systematycznych (typ, gromada), następnie bardziej szczegółowe, charakterystyczne dla niższych grup (rodzina, rodzaj, gatunek), a dopiero na samym końcu indywidualne cechy osobników.
Prawo to umocniło teorię ewolucji. W jego myśl zarodki zwierząt z różnych grup systematycznych (które obejmuje) są tym bardziej do siebie podobne, im wcześniejsze jest ich stadium rozwojowe, a między ich listkami zarodkowymi oraz narządami, które z nich powstają, występuje homologia.